# Billy (Loir-et-Cher)
Pour les articles homonymes, voir Billy.
Billy est une commune française située dans le département de Loir-et-Cher en Sologne en région Centre-Val de Loire.
Localisée au sud du département, la commune fait partie de la petite région agricole « la Grande Sologne », vaste étendue de bois, d'étangs et de prés aux récoltes médiocres. Elle est drainée par la Sauldre, la Croisne, la Manne et par divers petits cours d'eau.
L'occupation des sols est marquée par l'importance des espaces agricoles et naturels qui occupent la quasi-totalité du territoire communal. Plusieurs espaces naturels d'intérêt sont présents dans la commune : un site natura 2000 et une Zone naturelle d'intérêt écologique, faunistique et floristique (ZNIEFF). En 2010, l'orientation technico-économique de l'agriculture dans la commune est la culture des céréales et des oléoprotéagineux. À l'instar du département qui a vu disparaître le quart de ses exploitations en dix ans, le nombre d'exploitations agricoles a fortement diminué, passant de 72 en 1988, à 34 en 2000, puis à 21 en 2010.
Les habitants de la commune de Billy sont les Billois et les Billoises.
Le patrimoine architectural de la commune comprend un bâtiment porté à l'inventaire des monuments historiques : l'église Saint-Aignan-et-Saint-Symphorien de Billy.

## Géographie

### Localisation et communes limitrophes
La commune de Billy se trouve au sud du département de Loir-et-Cher, dans la petite région agricole de la Grande Sologne,. À vol d'oiseau, elle se situe à 34,7 km  de Blois, préfecture du département, à 16,5 km de Romorantin-Lanthenay, sous-préfecture, et à 4,1 km de Selles-sur-Cher, chef-lieu du canton de Selles-sur-Cher dont dépend la commune depuis 2015. La commune fait en outre partie du bassin de vie de Selles-sur-Cher.
Les communes les plus proches sont : Selles-sur-Cher (4,1 km) , Gy-en-Sologne (4,9 km) , Châtillon-sur-Cher (5,3 km) , Rougeou (5,8 km) , Chémery (5,9 km) , Méhers (6,4 km) , La Vernelle (7,1 km) (Indre), Meusnes (7,6 km)  et Lassay-sur-Croisne (9,4 km).
| Chémery            | Rougeou         | Gy-en-Sologne       |
|                    | Billy           | Pruniers-en-Sologne |
| Châtillon-sur-Cher | Selles-sur-Cher |                     |

### Paysages et relief
Dans le cadre de la Convention européenne du paysage, adoptée le 20 octobre 2000 et entrée en vigueur en France le 1er juillet 2006, un atlas des paysages de Loir-et-Cher a été élaboré en 2010 par le CAUE de Loir-et-Cher, en collaboration avec la DIREN Centre (devenue DREAL en 2011), partenaire financier. Les paysages du département s'organisent ainsi en huit grands ensembles et 25 unités de paysage,. La commune fait partie de l'unité de paysage de « la Grande Sologne », dans la Sologne.
À l'échelle régionale, le très important taux de boisement de la Sologne en fait une sorte de gigantesque île de verdure au cœur d'un océan de cultures, entre Beauce et Champagne Berrichonne. La Grande Sologne, localisée au sud-est, entre les vallées de la Loire et du Cher, occupe à elle seule un tiers environ du Loir-et-Cher. Elle déborde ses limites en s'étendant sur le Loiret et le Cher, rejoignant la Forêt d'Orléans au nord-est et couvrant la plus grande partie du coude de la Loire jusqu'aux portes de Bourges, au sud.
L'altitude du territoire communal varie de 69 mètres à 107 mètres,.
Une des spécificités du maillage communal en Loir-et-Cher est le contraste important que fait paraître la carte des superficies. Pays d'eau, de landes et de bois, la Sologne présente des communes aux superficies très étendues avec une moyenne de 4 400 ha tandis que le tissu communal entre le Loir et la Loire est beaucoup plus resserré, avec une surface moyenne de 1 500 ha. Avec une superficie de 2 647 ha, la commune de Billy entre dans ces critères.

### Hydrographie

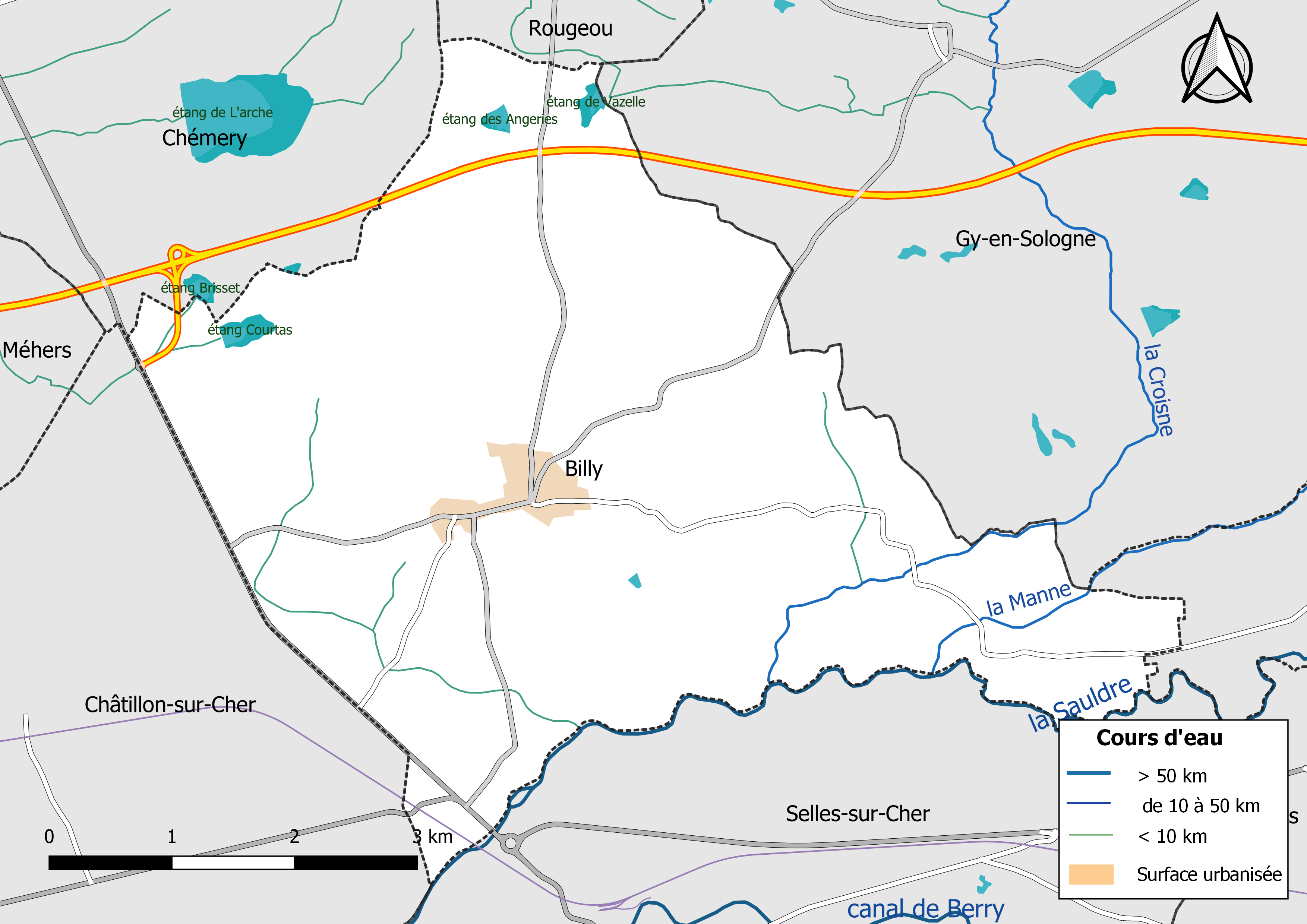
Réseau hydrographique de Billy.

La commune est drainée par la Sauldre (0,407 km), la Croisne (3,065 km)la Manne et par divers petits cours d'eau, constituant un réseau hydrographique de 13,57 km de longueur totale.
La Sauldre traverse la commune du nord-est vers le sud-ouest. D'une longueur totale de 183,1 km, il prend sa source dans la commune de Humbligny (Cher) et se jette  dans le Cher à Selles-sur-Cher (Loir-et-Cher), après avoir traversé 29 communes.
La Croisne traverse la commune du nord vers le sud . D'une longueur totale de 16,4 km, elle prend sa source dans la commune de Mur-de-sologne (Loir-et-Cher) et se jette  dans la Sauldre à Selles-sur-Cher (Loir-et-Cher), après avoir traversé 4 communes.
La Sauldre est un cours d'eau de deuxième catégorie, où le peuplement piscicole dominant est constitué de poissons blancs (cyprinidés) et de carnassiers (brochet, sandre et perche), tandis que la Croisne est un cours d'eau de première catégorie, où le peuplement piscicole dominant est constitué de salmonidés (truite, omble chevalier, ombre commun, huchon),.

### Climat
Pour des articles plus généraux, voir Climat du Centre-Val de Loire et Climat de Loir-et-Cher.
En 2010, le climat de la commune est de type climat océanique dégradé des plaines du Centre et du Nord, selon une étude du CNRS s'appuyant sur une série de données couvrant la période 1971-2000. En 2020, Météo-France publie une typologie des climats de la France métropolitaine dans laquelle la commune est exposée à un climat océanique altéré et est dans une zone de transition entre les régions climatiques « Moyenne vallée de la Loire » et « Centre et contreforts nord du Massif Central ».
Pour la période 1971-2000, la température annuelle moyenne est de 11,5 °C, avec une amplitude thermique annuelle de 15,1 °C. Le cumul annuel moyen de précipitations est de 656 mm, avec 10,8 jours de précipitations en janvier et 6,6 jours en juillet. Pour la période 1991-2020, la température moyenne annuelle observée sur la station météorologique de Météo-France la plus proche, dans la commune de Lye à 10 km à vol d'oiseau, est de 12,1 °C et le cumul annuel moyen de précipitations est de 673,1 mm,. Pour l'avenir, les paramètres climatiques de la commune estimés pour 2050 selon différents scénarios d'émission de gaz à effet de serre sont consultables sur un site dédié publié par Météo-France en novembre 2022.

### Milieux naturels et biodiversité

#### Sites Natura 2000
Le réseau Natura 2000 est un réseau écologique européen de sites naturels d'intérêt écologique élaboré à partir des Directives «Habitats » et «Oiseaux ». Ce réseau est constitué de Zones spéciales de conservation (ZSC) et de Zones de protection spéciale (ZPS). Dans les zones de ce réseau, les États membres s'engagent à maintenir dans un état de conservation favorable les types d'habitats et d'espèces concernés, par le biais de mesures réglementaires, administratives ou contractuelles. L'objectif est de promouvoir une gestion adaptée des habitats tout en tenant compte des exigences économiques, sociales et culturelles, ainsi que des particularités régionales et locales de chaque État membre. Les activités humaines ne sont pas interdites, dès lors que celles-ci ne remettent pas en cause significativement l'état de conservation favorable des habitats et des espèces concernés. Une partie du territoire communal est incluse dans le site Natura 2000 suivant : une ZSC, la « Sologne », d'une superficie de 346 184 ha.

#### Zones nationales d'intérêt écologique, faunistique et floristique
L'inventaire des zones naturelles d'intérêt écologique, faunistique et floristique (ZNIEFF) a pour objectif de réaliser une couverture des zones les plus intéressantes sur le plan écologique, essentiellement dans la perspective d'améliorer la connaissance du patrimoine naturel national et de fournir aux différents décideurs un outil d'aide à la prise en compte de l'environnement dans l'aménagement du territoire. Le territoire communal de Billy comprend une ZNIEFF : la « Prairie de Fauche de l'Étréchy » (1,85 ha).

Cartes des Znieff et zones Natura 2000.
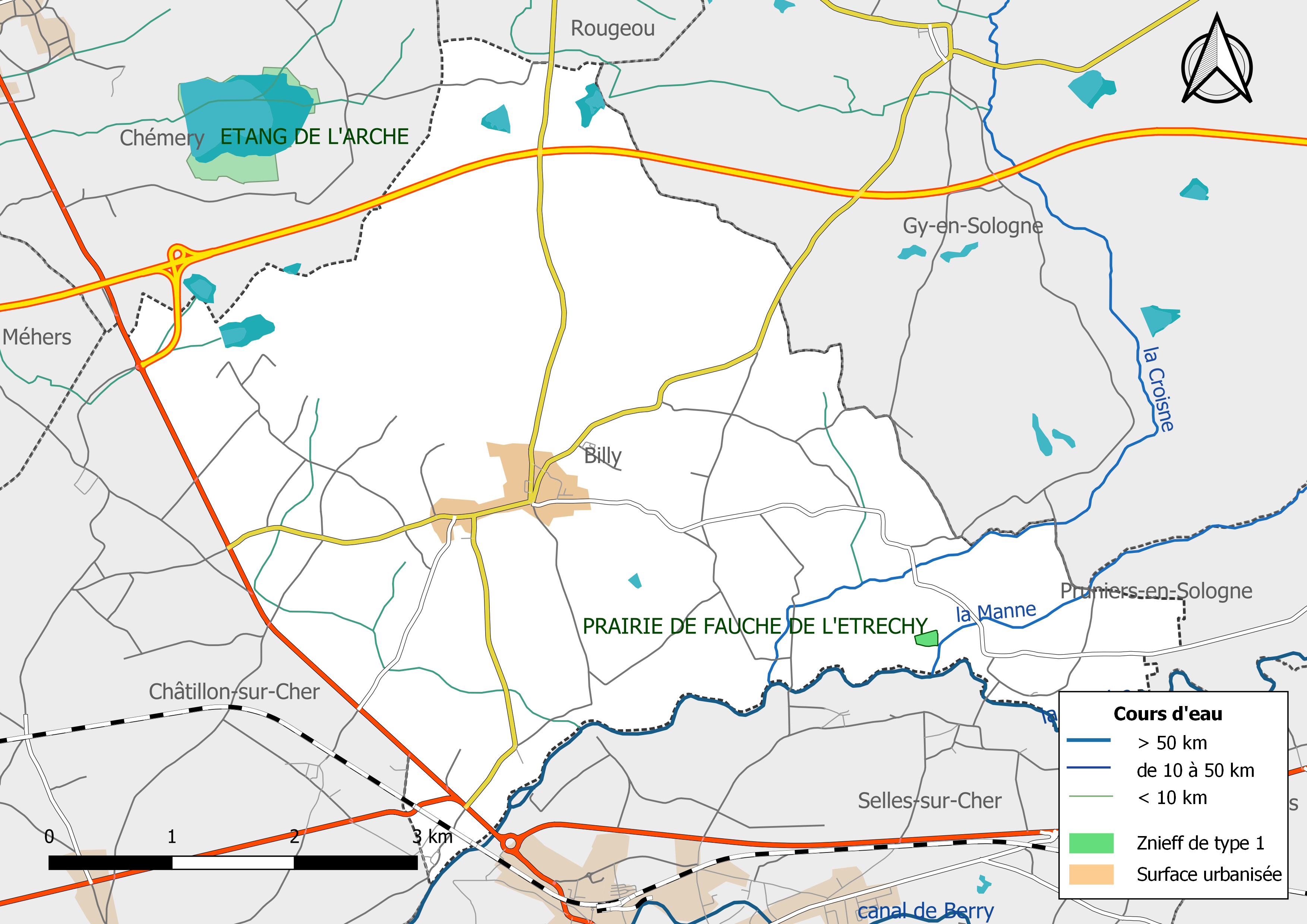
Carte de la ZNIEFF de type 1 localisée dans la commune[Note 2].
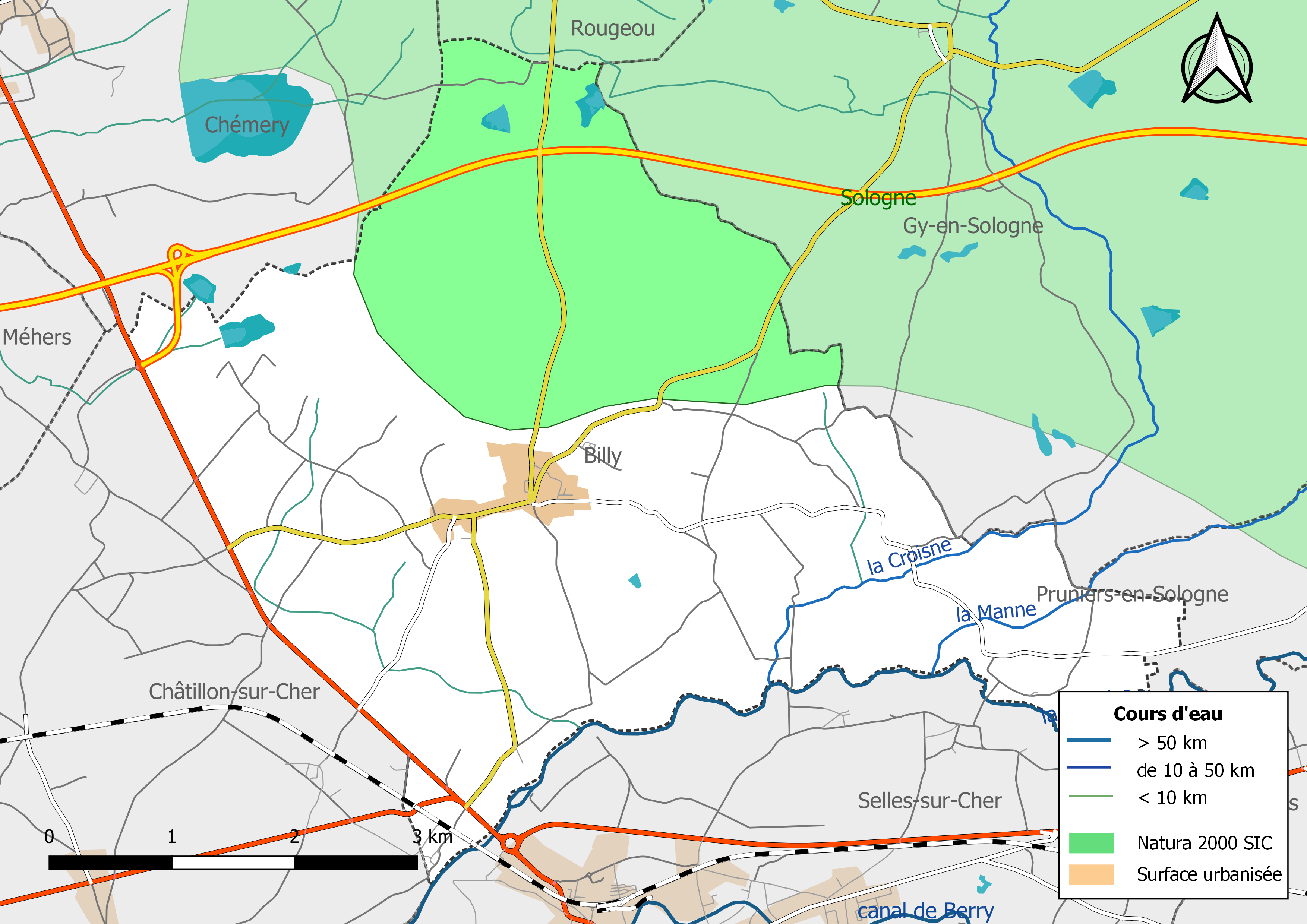
Carte de la zone Natura 2000 de type SIC localisée dans la commune.
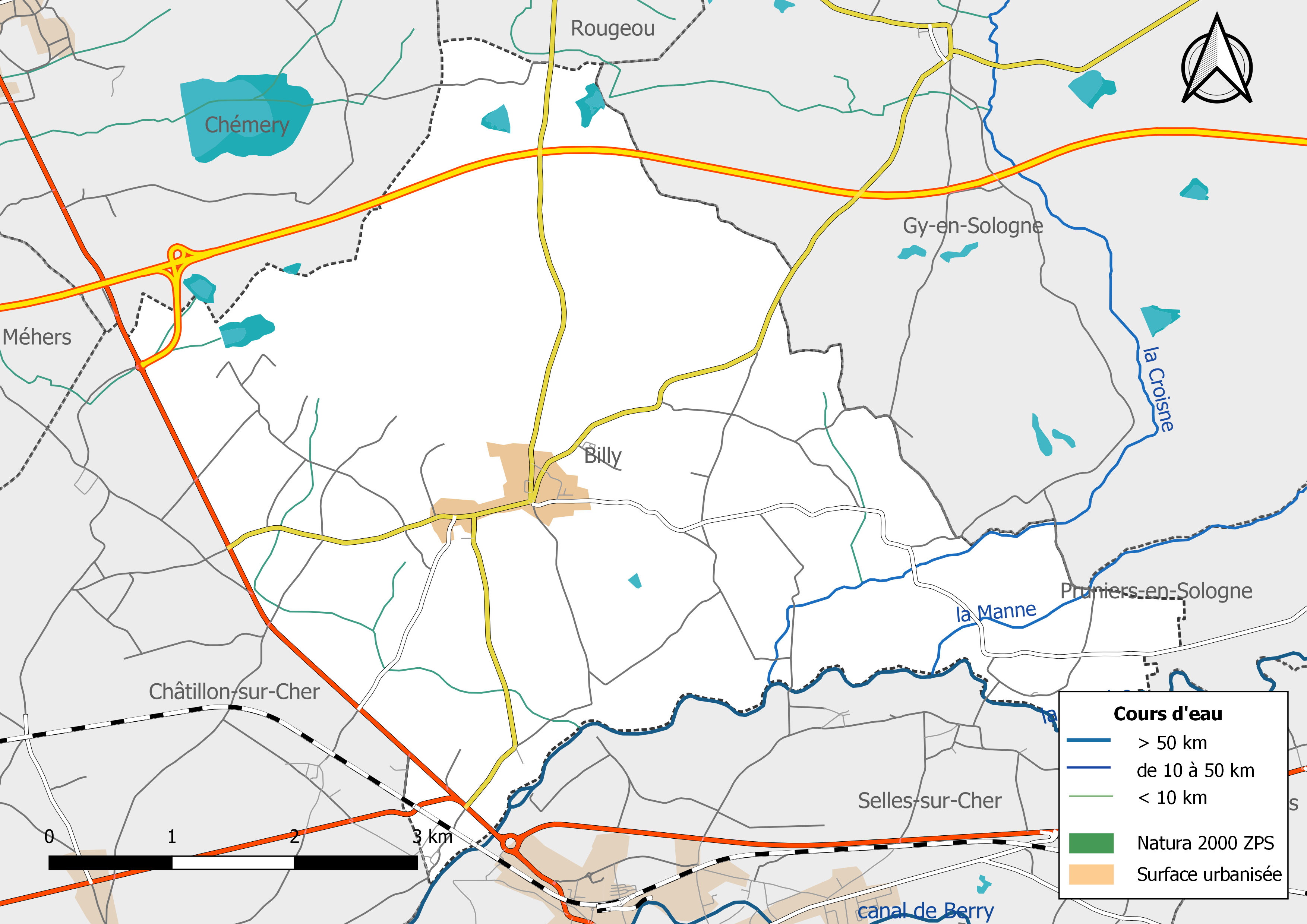
Carte de la zone Natura 2000 de type ZPS localisée dans la commune.

## Urbanisme

### Typologie
Au 1er janvier 2024, Billy est catégorisée commune rurale à habitat dispersé, selon la nouvelle grille communale de densité à sept niveaux définie par l'Insee en 2022.
Elle est située hors unité urbaine et hors attraction des villes,.

### Occupation des sols
L'occupation des sols est marquée par l'importance des espaces agricoles et naturels (98,3 %). La répartition détaillée ressortant en 2012 de la base de données européenne d'occupation biophysique des sols Corine Land Cover est la suivante : 
cultures permanentes (3,3 %), 
terres arables (26,3 %), 
zones agricoles hétérogènes (36,1 %), 

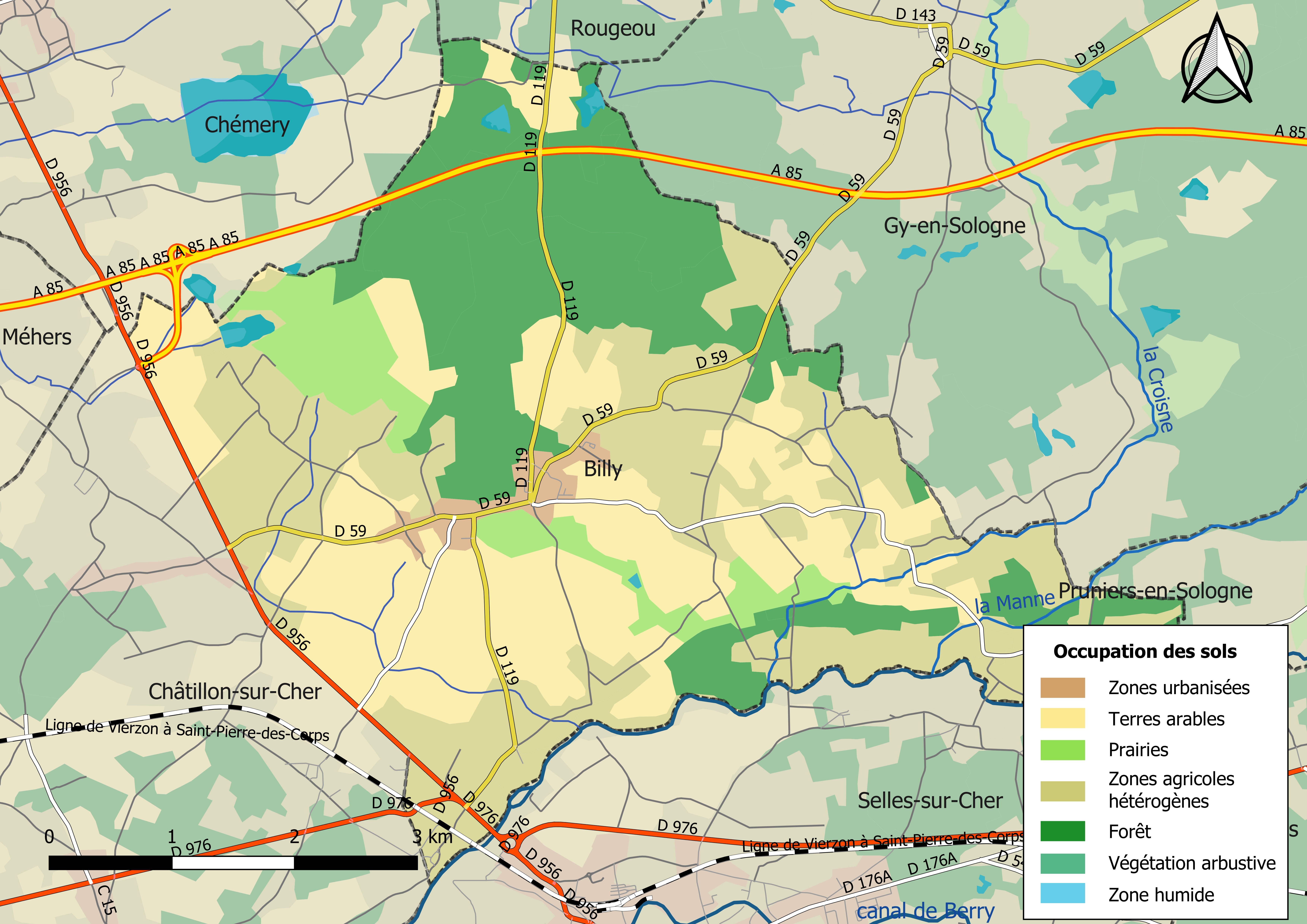
Carte des infrastructures et de l'occupation des sols de la commune en 2018 (CLC).

forêts (25,8 %), 
prairies (6,8 %), 
zones urbanisées (1,7 %).

### Planification
En matière de planification, la commune disposait en 2017 d'une carte communale approuvée.

### Habitat et logement
Le tableau ci-dessous présente la typologie des logements à Billy en 2016 en comparaison avec celle du Loir-et-Cher et de la France entière. Une caractéristique marquante du parc de logements est ainsi la faible proportion des résidences secondaires et logements occasionnels (9,4 %) par rapport au département (18 %) et à la France entière (9,6 %). Concernant le statut d'occupation de ces logements, 84,7 % des habitants de la commune sont propriétaires de leur logement (84,4 % en 2011), contre 68,1 % pour le Loir-et-Cher et 57,6 pour la France entière.
|                                                         | Billy | Loir-et-Cher | France entière |
| ------------------------------------------------------- | ----- | ------------ | -------------- |
| Résidences principales (en %)                           | 76,8  | 74,5         | 82,3           |
| Résidences secondaires et logements occasionnels (en %) | 9,4   | 18           | 9,6            |
| Logements vacants (en %)                                | 13,9  | 7,5          | 8,1            |

### Risques majeurs
Le territoire communal de Billy est vulnérable à différents aléas naturels : inondations (par débordement de la Sauldre ou par ruissellement), climatiques (hiver exceptionnel ou canicule), feux de forêts, mouvements de terrains ou sismique (sismicité très faible).
Il est également exposé à un risque technologique :  le transport de matières dangereuses,.

#### Risques naturels

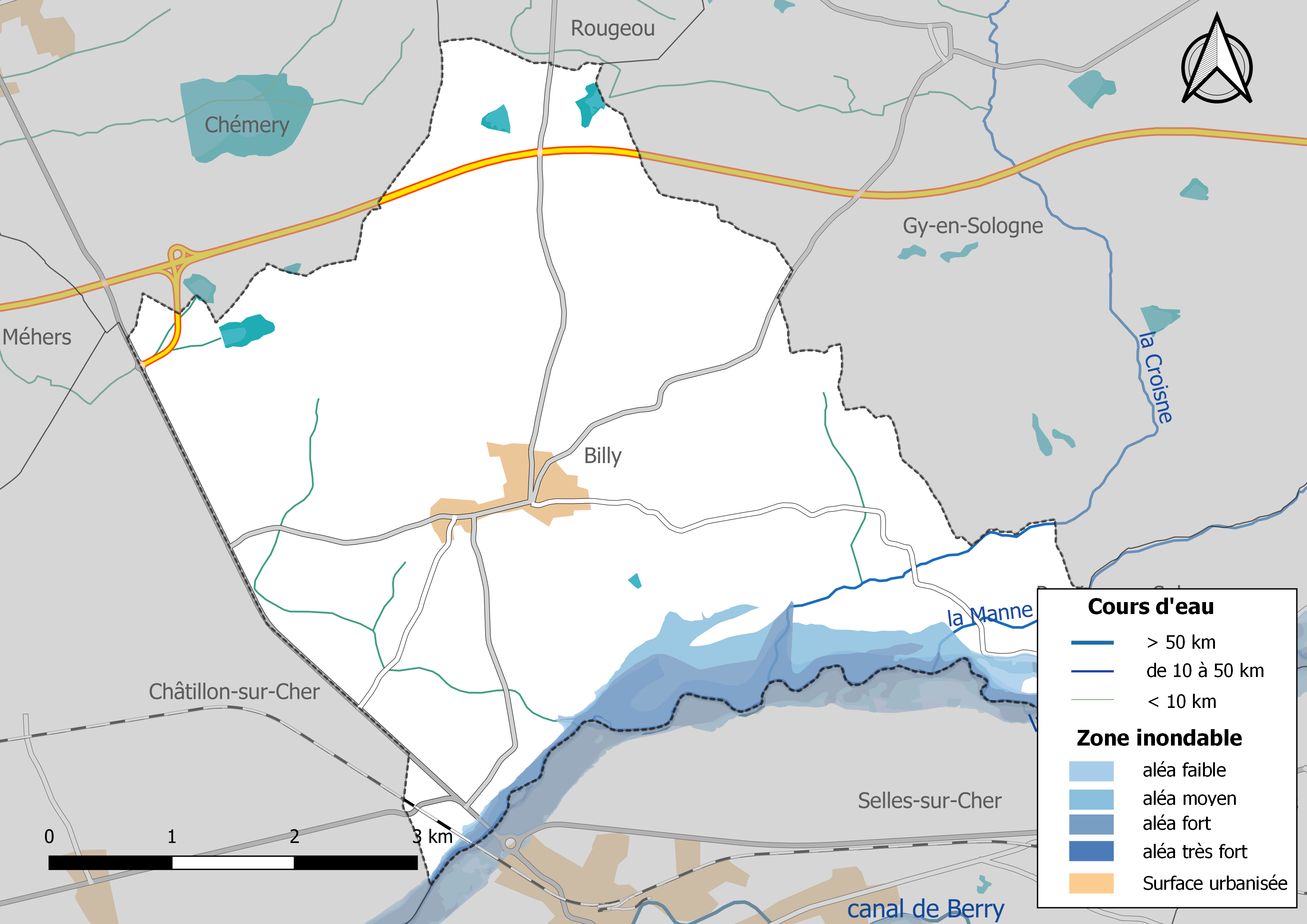
Zones inondables de la commune de Billy.

Les mouvements de terrains susceptibles de se produire dans la commune sont liés au retrait-gonflement des argiles. Le phénomène de retrait-gonflement des argiles est la conséquence d'un changement d'humidité des sols argileux. Les argiles sont capables de fixer l'eau disponible mais aussi de la perdre en se rétractant en cas de sécheresse. Ce phénomène peut provoquer des dégâts très importants sur les constructions (fissures, déformations des ouvertures) pouvant rendre inhabitables certains locaux. La carte de zonage de cet aléa peut être consultée sur le site de l'observatoire national des risques naturels Georisques.
Les crues de la Sauldre sont bien moins importantes que celles de la Loire, du Cher ou du Loir mais peuvent causer des dégâts aux enjeux exposés. Les crues historiques sont celles de 1770 (7 victimes) et de 1910 (3,30 m à Romorantin-Lanthenay au Bourgeau). Le débit maximal historique est de 280 m3/s et caractérise une crue de retour centennal. Le risque d'inondation est pris en compte dans l'aménagement du territoire de la commune par le biais du Plan de prévention du risque inondation (PPRI) de la Sauldre.

#### Risques technologiques
Le risque de transport de marchandises dangereuses dans la commune est lié à sa traversée par des infrastructures routières et ferroviaires importantes et la présence d'une canalisation de transport de gaz. Un accident se produisant sur de telles infrastructures est en effet susceptible d'avoir des effets graves au bâti ou aux personnes jusqu'à 350 m, selon la nature du matériau transporté. Des dispositions d'urbanisme peuvent être préconisées en conséquence.

## Toponymie
Selon Denis Jeanson, auteur d'un dictionnaire de toponymie de la région Centre-Val de Loire, Billi est issu d'un bas latin *Billiacus, formé à partir du nom de personne d'origine gauloise Billius et du suffixe -acus (comprendre *-ācon). Le nom apparaît pour la première fois dans sa graphie actuelle en 1452.

## Histoire

### Révolution française et Empire

#### Nouvelle organisation territoriale
Le décret de l'Assemblée nationale du 12 novembre 1789 décrète qu'« il y aura une municipalité dans chaque ville, bourg, paroisse ou communauté de campagne », mais ce n'est qu'avec le décret de la Convention nationale du 10 brumaire an II (31 octobre 1793) que la paroisse de Billy devient formellement « commune de Billy »,.
En 1790, dans le cadre de la création des départements, la municipalité est rattachée au canton de Selles et au district de Romorantin. Les cantons sont supprimés, en tant que découpage administratif, par une loi du 26 juin 1793, et ne conservent qu'un rôle électoral, permettant l'élection des électeurs du second degré chargés de désigner les députés,. La Constitution du 5 fructidor an III, appliquée à partir de vendémiaire an IV (1795) supprime les districts, considérés comme des rouages administratifs liés à la Terreur, mais maintient les cantons qui acquièrent dès lors plus d'importance en retrouvant une fonction administrative. Enfin, sous le Consulat, un redécoupage territorial visant à réduire le nombre de justices de paix ramène le nombre de cantons en Loir-et-Cher de 33 à 24. Billy est alors rattachée au canton de Mondoubleau et à l'Arrondissement de Blois par arrêté du 5 vendémiaire an X (26 septembre 1801),,. Cette organisation va rester inchangée pendant près de 150 ans.

### Époque contemporaine
Étymologiquement, Billy signifie "domaine de Billius" (forme latinisée de Billios, nom d'homme gaulois).

## Politique et administration

### Découpage territorial
La commune de Billy est membre de la communauté de communes du Romorantinais et du Monestois, un établissement public de coopération intercommunale (EPCI) à fiscalité propre créé le 1er janvier 2009.
Elle est rattachée sur le plan administratif à l'arrondissement de Romorantin-Lanthenay, au département de Loir-et-Cher et à la région Centre-Val de Loire, en tant que circonscriptions administratives. Sur le plan électoral, elle est rattachée au canton de Selles-sur-Cher depuis 2015 pour l'élection des conseillers départementaux et à la Deuxième circonscription de Loir-et-Cher pour les élections législatives.

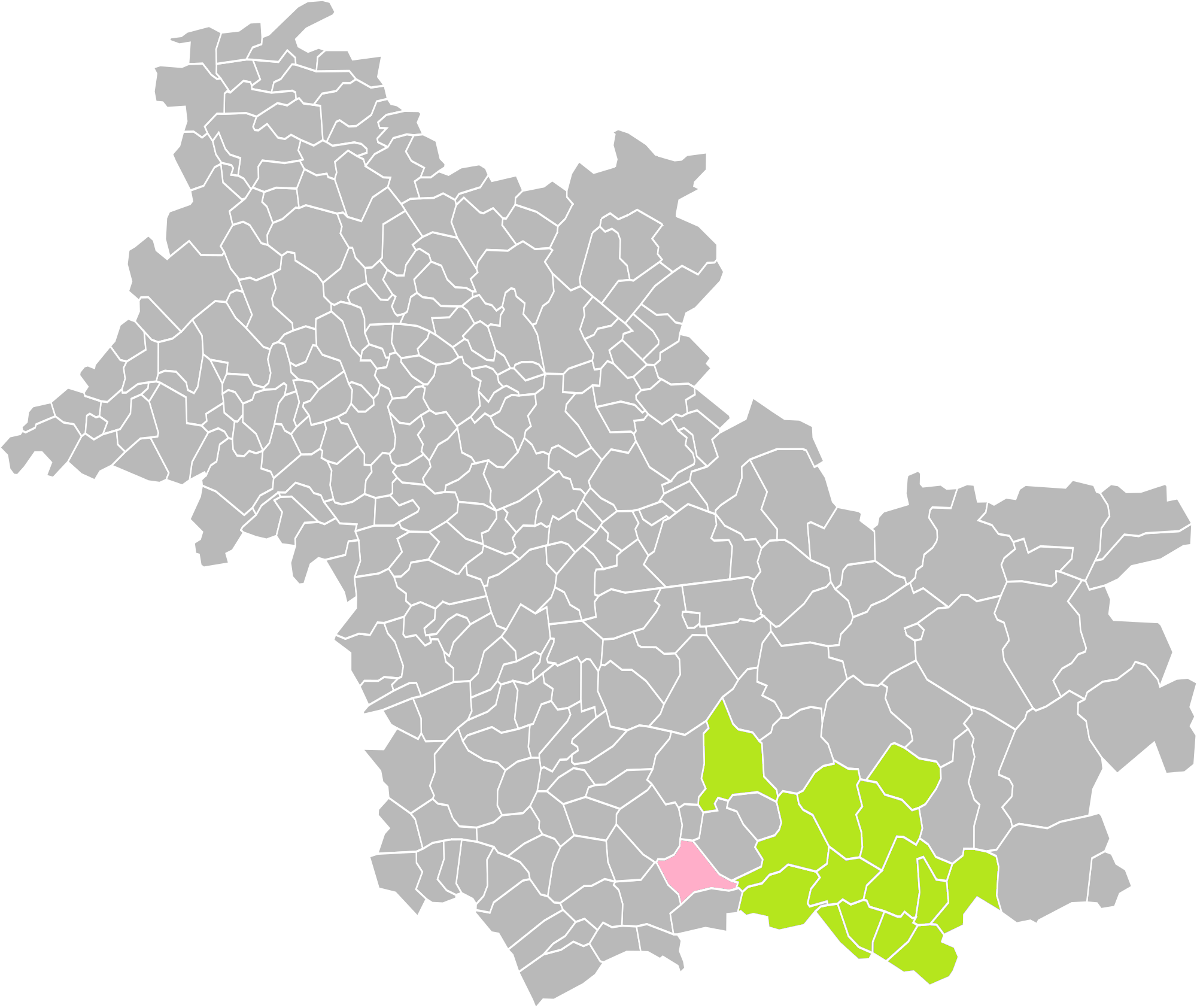
Billy dans l'intercommunalité en 2016.
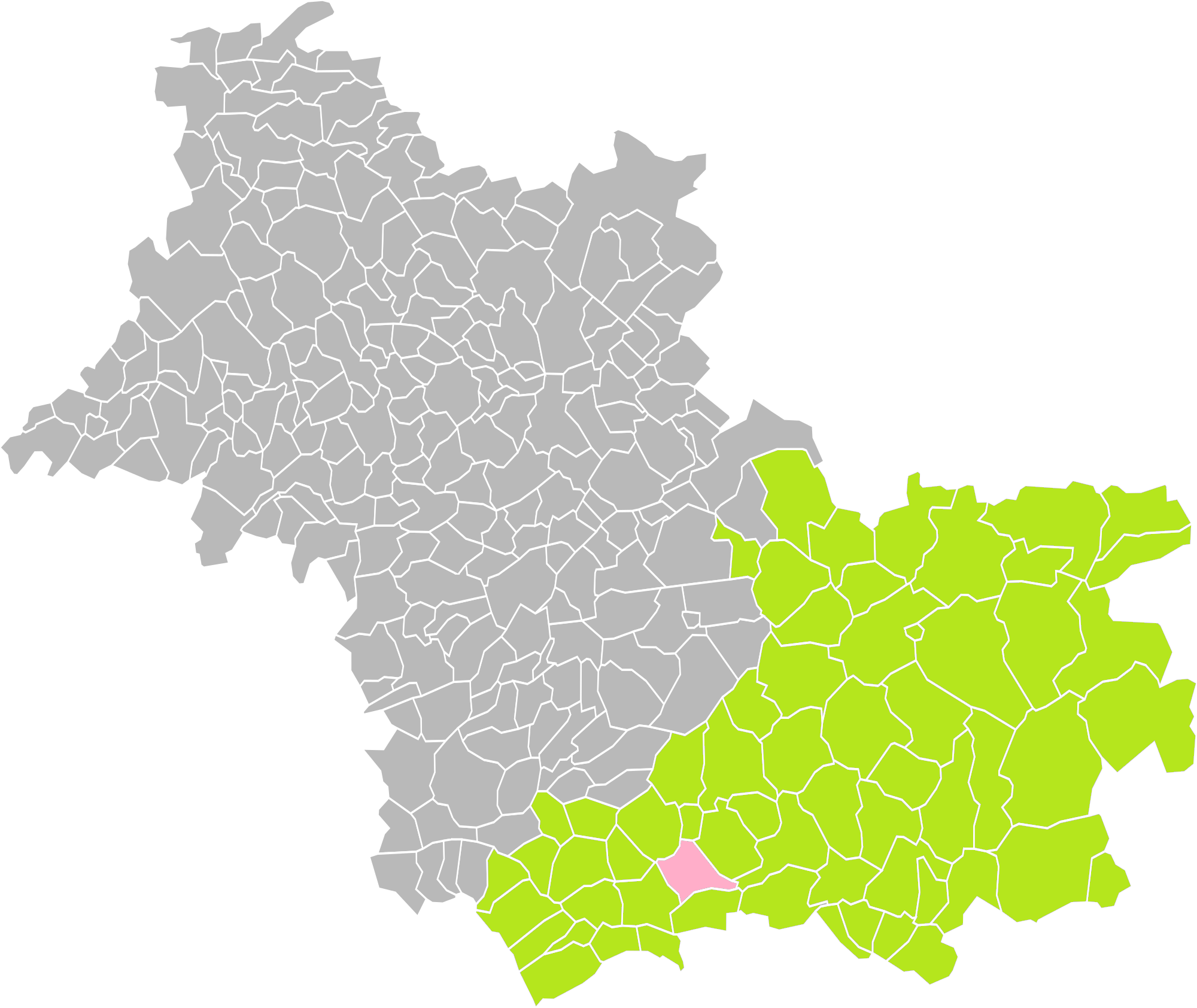
Billy dans l'arrondissement de rattachement en 2016.
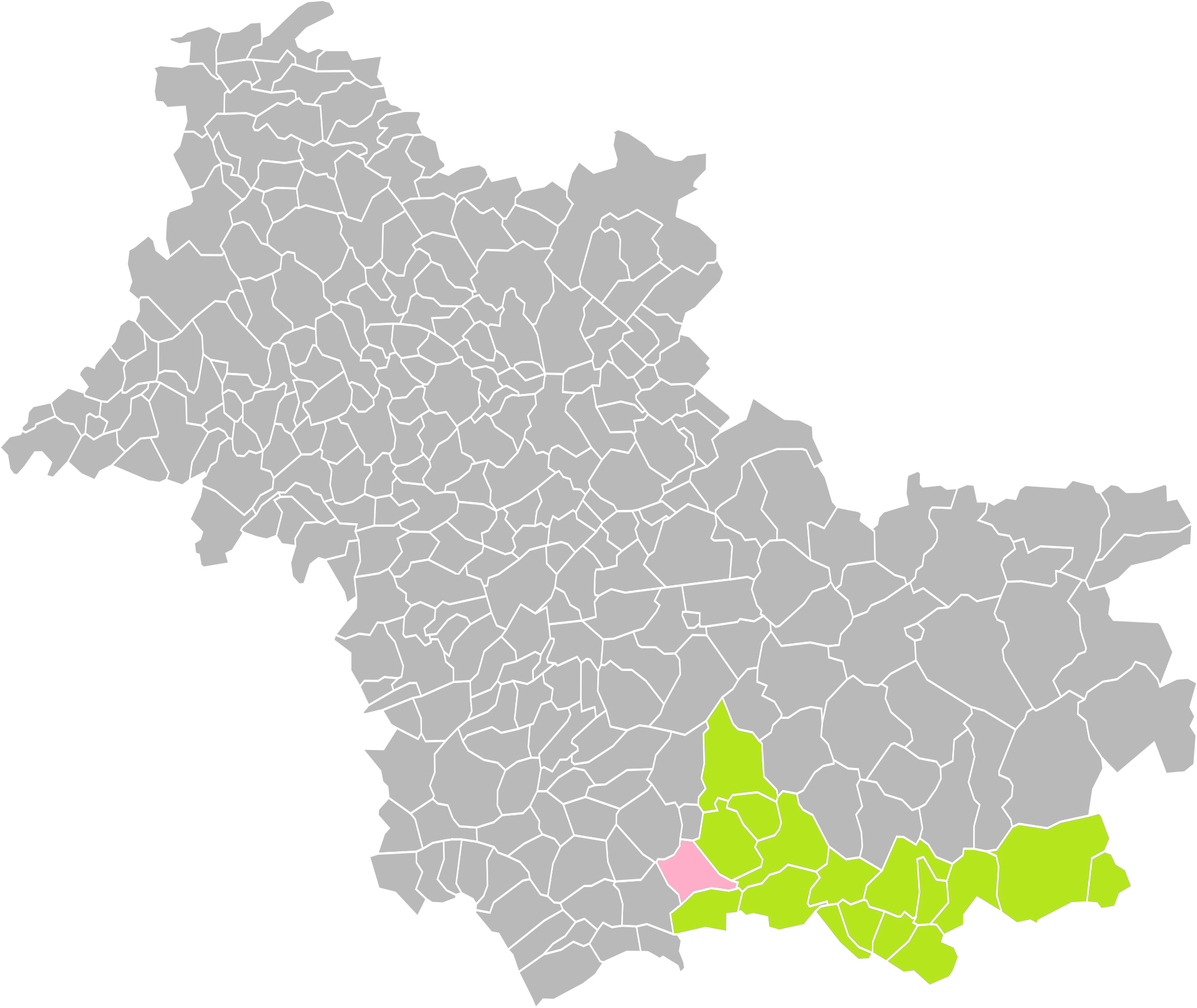
Billy dans le canton de rattachement en 2016.

### Politique et administration municipale

#### Conseil municipal et maire
Le conseil municipal de Billy, commune de plus de 1 000 habitants, est élu au scrutin proportionnel plurinominal avec prime majoritaire. Le maire, à la fois agent de l'État et exécutif de la commune en tant que collectivité territoriale, est élu par le conseil municipal au scrutin secret lors de la première réunion du conseil suivant les élections municipales, pour un mandat de six ans, c'est-à-dire pour la durée du mandat du conseil.
| Période                                  | Période   | Identité              | Étiquette | Qualité                              |
| ---------------------------------------- | --------- | --------------------- | --------- | ------------------------------------ |
| Les données manquantes sont à compléter. |           |                       |           |                                      |
| mars 2001                                | mars 2014 | Jean-Pierre Taphinaud |           |                                      |
| mars 2014                                | En cours  | Nicolas Garnier,      | DVD       | Agriculteur sur moyenne exploitation |

## Équipements et services

### Eau et assainissement
L'organisation de la distribution de l'eau potable, de la collecte et du traitement des eaux usées et pluviales relève des communes. La compétence eau et assainissement des communes est un service public industriel et commercial (SPIC).

#### Alimentation en eau potable
Le service d'eau potable comporte trois grandes étapes : le captage, la potabilisation et la distribution d'une eau potable conforme aux normes de qualité fixées pour protéger la santé humaine. En 2019, la commune est membre du syndicat intercommunal d'adduction en eau potable Et Assainissement Collectif  Billy - Gy qui assure le service en régie.

#### Assainissement des eaux usées
En 2019, la gestion du service d'assainissement collectif de la commune de Billy est assurée par le syndicat Intercommunal d'adduction en eau potable et assainissement collectif  BILLY - GY qui a le statut de régie à autonomie financière.
Une station de traitement des eaux usées est en service au 1er janvier 2019 sur le territoire communal : 
« Les Grands Prés », un équipement utilisant la technique Faible charge (lit), .des disques biologiques, dont la capacité est de 800 EH , mis en service le 1er janvier 1983.

### Sécurité, justice et secours
La sécurité de la commune est assurée par la brigade de gendarmerie de Selles-sur-Cher qui dépend du groupement de gendarmerie départementale de Loir-et-Cher installé à Blois
En matière de justice, Billy relève du conseil de prud'hommes de Blois, de la Cour d'appel d'Orléans (juridiction de Blois), de la Cour d'assises de Loir-et-Cher, du tribunal administratif de Blois, du tribunal de commerce de Blois et du tribunal judiciaire de Blois.

## Population et société

### Démographie

#### Évolution démographique
L'évolution du nombre d'habitants est connue à travers les recensements de la population effectués dans la commune depuis 1793. Pour les communes de moins de 10 000 habitants, une enquête de recensement portant sur toute la population est réalisée tous les cinq ans, les populations de référence des années intermédiaires étant quant à elles estimées par interpolation ou extrapolation. Pour la commune, le premier recensement exhaustif entrant dans le cadre du nouveau dispositif a été réalisé en 2006.

En 2022, la commune comptait 1 102 habitants, en évolution de +9,43 % par rapport à 2016 (Loir-et-Cher : −1,15 %, France hors Mayotte : +2,11 %).
| 1793 | 1800 | 1806 | 1821 | 1831 | 1836 | 1841 | 1846 | 1851 |
| ---- | ---- | ---- | ---- | ---- | ---- | ---- | ---- | ---- |
| 465  | 454  | 471  | 546  | 629  | 621  | 621  | 720  | 794  |

| 1856 | 1861 | 1866  | 1872  | 1876  | 1881  | 1886  | 1891  | 1896  |
| ---- | ---- | ----- | ----- | ----- | ----- | ----- | ----- | ----- |
| 877  | 909  | 1 038 | 1 030 | 1 050 | 1 061 | 1 089 | 1 043 | 1 054 |

| 1901  | 1906  | 1911  | 1921 | 1926 | 1931 | 1936 | 1946 | 1954 |
| ----- | ----- | ----- | ---- | ---- | ---- | ---- | ---- | ---- |
| 1 093 | 1 070 | 1 037 | 977  | 944  | 852  | 895  | 860  | 841  |

| 1962 | 1968 | 1975 | 1982 | 1990 | 1999 | 2006 | 2011 | 2016  |
| ---- | ---- | ---- | ---- | ---- | ---- | ---- | ---- | ----- |
| 854  | 798  | 808  | 767  | 804  | 800  | 797  | 953  | 1 007 |

| 2021  | 2022  | - | - | - | - | - | - | - |
| ----- | ----- | - | - | - | - | - | - | - |
| 1 079 | 1 102 | - | - | - | - | - | - | - |

#### Pyramide des âges
La population de la commune est relativement jeune.
En 2018, le taux de personnes d'un âge inférieur à 30 ans s'élève à 34,3 %, soit au-dessus de la moyenne départementale (31,3 %). À l'inverse, le taux de personnes d'âge supérieur à 60 ans est de 27,3 % la même année, alors qu'il est de 31,6 % au niveau départemental.
En 2018, la commune comptait 526 hommes pour 498 femmes, soit un taux de 51,37 % d'hommes, largement supérieur au taux départemental (48,55 %).
Les pyramides des âges de la commune et du département s'établissent comme suit.
| Hommes | Classe d’âge | Femmes |
| ------ | ------------ | ------ |
| 0,8    | 90 ou +      | 0,8    |
| 7,4    | 75-89 ans    | 10,4   |
| 18,3   | 60-74 ans    | 16,9   |
| 16,4   | 45-59 ans    | 17,0   |
| 21,5   | 30-44 ans    | 22,0   |
| 11,3   | 15-29 ans    | 14,4   |
| 24,3   | 0-14 ans     | 18,5   |

| Hommes | Classe d’âge | Femmes |
| ------ | ------------ | ------ |
| 1,1    | 90 ou +      | 2,6    |
| 9,2    | 75-89 ans    | 11,9   |
| 19,7   | 60-74 ans    | 20,4   |
| 20,7   | 45-59 ans    | 20     |
| 16,5   | 30-44 ans    | 16,2   |
| 15,2   | 15-29 ans    | 13,2   |
| 17,6   | 0-14 ans     | 15,7   |

## Culture locale et patrimoine

### Lieux et monuments
- Église Saint-Symphorien
- Château du Comté de Billy.

### Héraldique
|  | Les armoiries de Billy se blasonnent ainsi : De gueules au fer de moulin d'or surmonté d'une billette couchée du même, accosté et soutenu de trois pommes de pin d'argent ; à la plaine aussi d'argent. Création Cl. Chevy (1993). |

### Personnalités liées à la commune
- Bruno Girard, champion du monde de boxe.

## Économie

### Secteurs d'activité
Le tableau ci-dessous détaille le nombre d'entreprises implantées à Billy selon leur secteur d'activité et le nombre de leurs salariés :
|                                                              | total | % com (% dep) | 0 salarié | 1 à 9 salarié(s) | 10 à 19 salariés | 20 à 49 salariés | 50 salariés ou plus |
| ------------------------------------------------------------ | ----- | ------------- | --------- | ---------------- | ---------------- | ---------------- | ------------------- |
| Ensemble                                                     | 65    | 100,0 (100)   | 45        | 17               | 1                | 2                | 0                   |
| Agriculture, sylviculture et pêche                           | 14    | 21,5 (11,8)   | 10        | 4                | 0                | 0                | 0                   |
| Industrie                                                    | 6     | 9,2 (6,5)     | 3         | 3                | 0                | 0                | 0                   |
| Construction                                                 | 14    | 21,5 (10,3)   | 9         | 2                | 1                | 2                | 0                   |
| Commerce, transports, services divers                        | 26    | 40,0 (57,9)   | 21        | 5                | 0                | 0                | 0                   |
| dont commerce et réparation automobile                       | 12    | 18,5 (17,5)   | 9         | 3                | 0                | 0                | 0                   |
| Administration publique, enseignement, santé, action sociale | 5     | 7,7 (13,5)    | 2         | 3                | 0                | 0                | 0                   |
| Champ : ensemble des activités.                              |       |               |           |                  |                  |                  |                     |

Le secteur du commerce, transports et services divers est prépondérant dans la commune (26 entreprises sur 65) néanmoins le secteur agricole reste important puisqu'en proportions (21,5) %, il est plus important qu'au niveau départemental (11,8 %).
Sur les 65 entreprises implantées à Billy en 2016, 45 ne font appel à aucun salarié, 17 comptent 1 à 9 salariés, 1 emploie entre 10 et 19 personnes et 2 emploient entre 20 et 49 personnes.
- Casse autos Meunier Christophe
- Transports Girard.

### Agriculture
En 2010, l'orientation technico-économique de l'agriculture dans la commune est la culture de céréales et d'oléoprotéagineux (COP). Le département a perdu près d'un quart de ses exploitations en 10 ans, entre 2000 et 2010 (c'est le département de la région Centre-Val de Loire qui en compte le moins). Cette tendance se retrouve également au niveau de la commune où le nombre d'exploitations est passé de 46 en 1988 à 30 en 2000 puis à 22 en 2010. Parallèlement, la taille de ces exploitations augmente, passant de 55 ha en 1988 à 104 ha en 2010.
Le tableau ci-dessous présente les principales caractéristiques des exploitations agricoles de Billy, observées sur une période de 22 ans : 
|                                      | 1988                 | 2000                 | 2010                 |
| Dimension économique                 | Dimension économique | Dimension économique | Dimension économique |
| ------------------------------------ | -------------------- | -------------------- | -------------------- |
| Nombre d'exploitations (u)           | 46                   | 30                   | 22                   |
| Travail (UTA)                        | 60                   | 31                   | 24                   |
| Surface agricole utilisée (ha)       | 2 531                | 2 738                | 2 298                |
| Cultures                             |                      |                      |                      |
| Terres labourables (ha)              | 2 528                | 2 738                | 2 279                |
| Céréales (ha)                        | 1835                 | 1810                 | 1530                 |
| dont blé tendre (ha)                 | 1001                 | 595                  | s                    |
| dont maïs-grain et maïs-semence (ha) | 306                  | s                    | 155                  |
| Tournesol (ha)                       | 312                  | s                    | 85                   |
| Colza et navette (ha)                | 157                  | 349                  | 513                  |
| Élevage                              |                      |                      |                      |
| Cheptel (UGBTA)                      | 128                  | 2                    | 0                    |

#### Produits labellisés
La commune de Billy est située dans l'aire de l'appellation d'origine protégée (AOP)  de deux produits : deux fromages (le Selles-sur-cher et le Valençay).
Le territoire de la commune est également intégré aux aires de productions de divers produits bénéficiant d'une indication géographique protégée (IGP) : le vin Val-de-loire, les volailles de l’Orléanais et les volailles du Berry,.

Quelques produits labellisés de Billy.
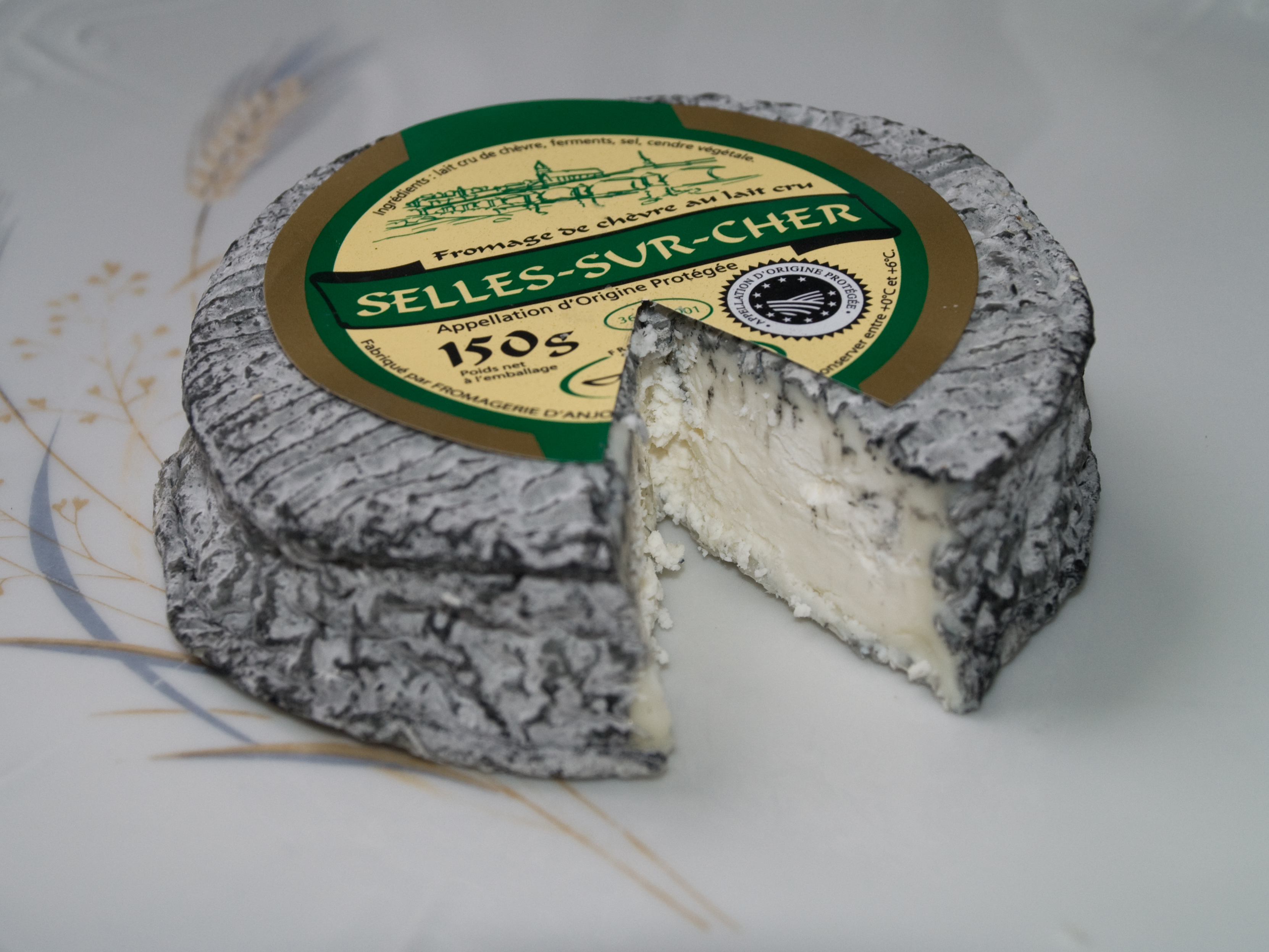
Selles-sur-cher.
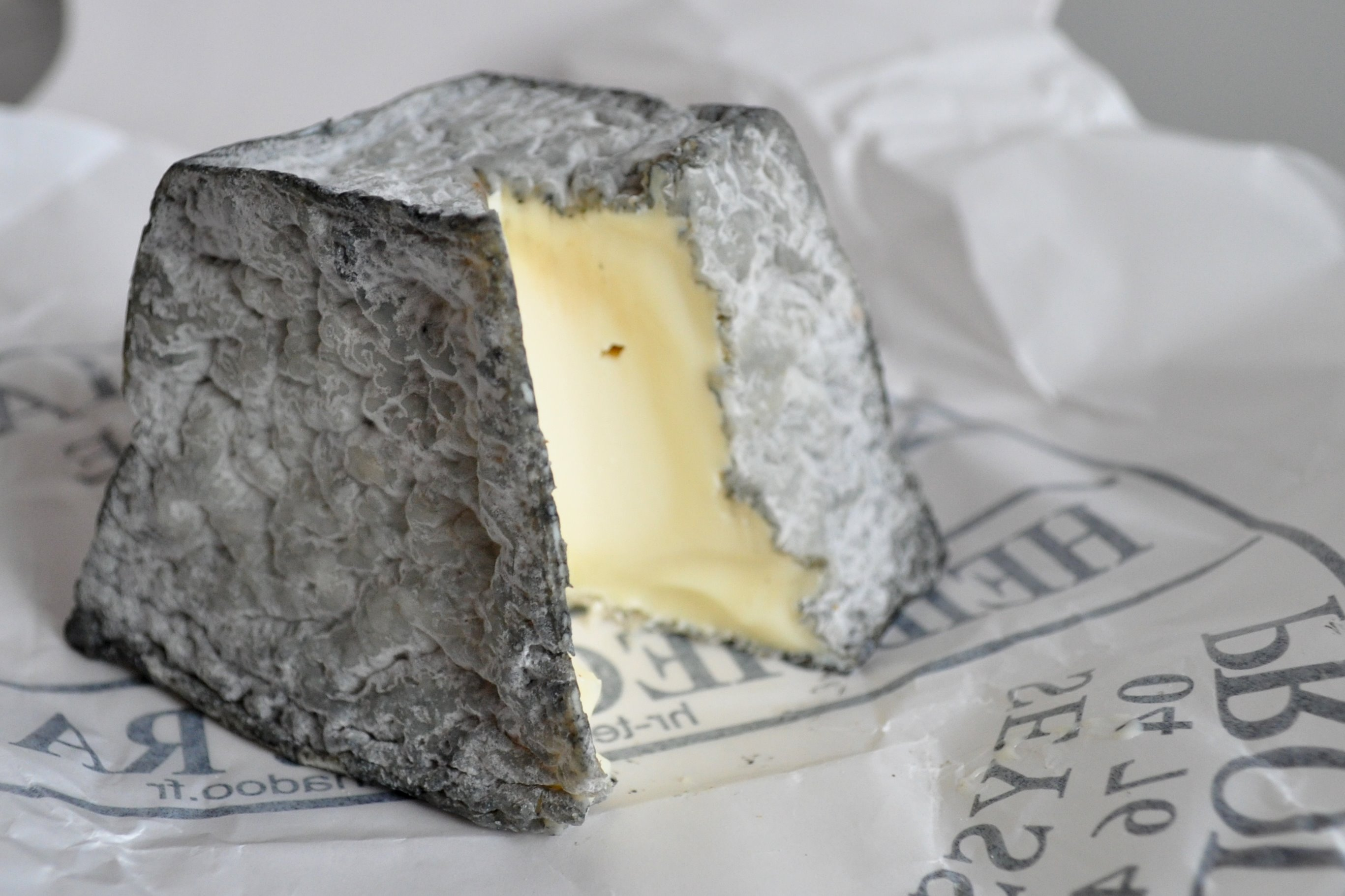
Fromage de Valençay.